# Niederauroff
Niederauroff is een plaats in de Duitse gemeente Idstein, deelstaat Hessen, en telt 390 inwoners (2007).